# 레알 오비에도

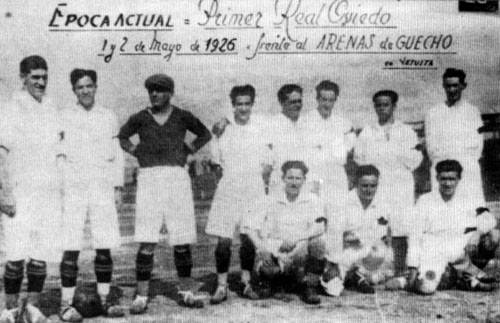

레알 오비에도(Real Oviedo)는 스페인의 축구 클럽으로, 아스투리아스 지방의 오비에도를 연고지로 한다. 현재 라리가에 참가하고 있다.

## 선수 명단

### 현역
참고: FIFA 자격 규정에 따라 소속된 국가대표팀 국기를 표시합니다. 선수는 복수의 FIFA 비회원국 국적을 가지고 있을 수 있습니다.
| 번호 | 포지션 | 국적 | 이름              |
| ---- | ------ | ---- | ----------------- |
| 1    | GK     |      | 쿠엔틴 브랏       |
| 8    | MF     |      | 산티 카소를라     |
| 11   | MF     |      | 산티아고 콜롬바토 |

| 번호 | 포지션 | 국적 | 이름 |
| ---- | ------ | ---- | ---- |

## 역대 감독
| 감독              | 임기      |
| ----------------- | --------- |
| 안토닌 피베브르   | 1928~1929 |
| 라도미르 안티치   | 1992~1995 |
| 후안마 리요       | 1996~1997 |
| 오스카르 타바레스 | 1997~1998 |
| 루이스 아라고네스 | 1999~2000 |
| 라도미르 안티치   | 2000~2001 |
| 페르난도 이에로   | 2016~2017 |
| 하비에르 카예하   | 2024 ~    |

틀:레알 오비에도 선수 명단
1. ↑  “Comunicado Oficial” (스페인어). Real Oviedo S.A.D. 2022년 7월 12일.